# Tekutschi-Gletscher
Der Tekutschi-Gletscher (russisch Ледник Текучий Lednik Tekútschi, deutsch ‚Flüssiger Gletscher‘) ist ein breiter Gletscher an der Küste des ostantarktischen Mac-Robertson-Lands. Er fließt an der Westseite des Amery-Schelfeises zwischen den Tingey Rocks und der vereisten Insel Single Island in südlicher Richtung.
Sein russischer Name ist erstmals auf einer sowjetischen Landkarte aus dem Jahr 1974 verzeichnet.